# Kaliumsalz
Ein Kaliumsalz ist das Salz einer anorganischen oder einer organischen Säure. Es entsteht durch die Reaktion der Säure mit Kalium, Kalilauge oder Kaliumsalzen schwächerer Säuren.
| Kaliumsalze einzelner Fettsäuren                  |
| Kaliumoleat, das Kaliumsalz der Ölsäure.          |
| Kaliumpalmitat, das Kaliumsalz der Palmitinsäure. |
| Kaliumstearat, das Kaliumsalz der Stearinsäure.   |

## Organische Kaliumsalze
Kaliumformiat, HCOOK, ist das Kaliumsalz der Ameisensäure; Kaliumacetat, CH3COOK, ist das Kaliumsalz der Essigsäure.
Arzneistoffe
In der Galenik werden saure Arzneistoffe bisweilen in Kaliumsalze überführt, da diese stabiler, besser löslich oder membrangängiger sind als der Arzneistoff selbst. Ein Beispiel für derartige Kaliumsalze ist Diclofenac-Kalium.
Kosmetik
Die Kaliumsalze von Fettsäuren werden als Seifen benutzt und exakter als Kaliumseifen bezeichnet.

## Anorganische Kaliumsalze
Beispiele für wichtige anorganische Kaliumsalze sind Kaliumfluorid, Kaliumchlorid, Kaliumbromid, Kaliumiodid, Kaliumsulfat, Kaliumhydrogencarbonat und Kaliumcarbonat.
Manche Säuren, z. B. die Phosphorsäure, können drei verschiedene Kaliumsalze bilden:
- Kaliumdihydrogenphosphat (KH2PO4, „Monokaliumphosphat“)
- Dikaliumhydrogenphosphat (K2HPO4, „Dikaliumphosphat“)
- Kaliumphosphat (K3PO4, „Trikaliumphosphat“)

Diese sind in der Europäischen Union als Lebensmittelzusatzstoffe unter der gemeinsamen Nummer E 340 zugelassen.